# Titanattus cretatus
Titanattus cretatus là một loài nhện trong họ Salticidae.
Loài này thuộc chi Titanattus. Titanattus cretatus được Arthur Merton Chickering miêu tả năm 1946.